# Сударев, Аркадий Викторович
Аркадий Викторович Сударев (24.12.1924 — 26.04.1945) — командир отделения противотанковых ружей 70-й Проскуровской Краснознамённой ордена Суворова механизированной бригады, ефрейтор. Герой Советского Союза.

## Биография
Родился 24 декабря 1924 года в городе Иркутск в семье военнослужащего. В 1934 году вместе с матерью переехал на факторию Стелка Чуни, а затем на Ванавару Красноярского края. С 1938 года проживал в городе Карасук Алтайского края, в Новосибирской области. Здесь окончил 9 классов.
В октябре 1942 года был призван в Красную Армию Карасукским райвоенкоматом. Был направлен в школу прожектористов в Омске. Вскоре добился перевода в воздушно-десантные войска, прошёл подготовку в учебной части под Москвой.
В сентябре 1943 года в составе диверсионной группы был направлен в тыл противника, на территорию оккупированной Украины. За линией фронта, в районе Белой Церкви, самолёт с десантниками был сбит, но Судареву с товарищами удалось выброситься на парашюте. В бою с гитлеровцами, окружившими район десантирования, многие десантники погибли, а Сударев, раненый в ногу, попал в плен. Выбрав удачный момент, с товарищами бежал, присоединился к партизанам. Воевал в отряде Степана Дороша, действовавшего в районе Винницы. В боях был снова ранен.
В начале 1944 года партизанский отряд соединился с регулярными войсками. После непродолжительного отдыха всех бывших военнослужащих, в том числе и Сударева, направили в действующую армию.
На фронте Сударев продолжил службу в 70-й механизированной бригаде, в отделении противотанковых ружей. За бои под Проскуровым, Львовом, за форсирование Вислы был удостоен медали «За отвагу». В начале 1945 года он был назначен командиром отделения бронебойщиков. За храбрость, проявленную в Ченстоховско-Радомской операции, был отмечен второй наградой — орденом Красной Звезды. Участвовал в штурме столицы.
Особо отличился в боях в пригородах Берлина — Лихтендорф и Мариенфельде — 24 апреля 1945 года. Будучи тяжело раненным в голову, истекая кровью, продолжал вести бой. В тот же день Сударева на самолёте отправили в госпиталь в город Жагань. Рана оказалась смертельной. 26 апреля 1945 года солдат скончался. Похоронен на кладбище польского города Жагань.
Указом Президиума Верховного Совета СССР от 27 июня 1945 года за образцовое выполнение боевых заданий командования на фронте борьбы с немецко-вражеским захватчиками и проявленные при этом мужество и героизм ефрейтору Судареву Аркадию Викторовичу посмертно присвоено звание Героя Советского Союза.
Награждён орденами Ленина, Красной Звезды, медалью «За отвагу».
Именем Героя названы улицы в городах Иркутск и Карасук. Его имя высечено на мемориале в Иркутске. На здании школы № 26, в которой он начал учиться, установлена мемориальная доска.